# 第三代巴瑟斯特伯爵亨利·巴瑟斯特
第三代巴瑟斯特伯爵亨利·巴瑟斯特（Henry Bathurst, 3rd Earl Bathurst，1762年5月22日—1834年7月27日）是英國托利黨政治人物，曾在首相利物浦伯爵任內擔任陸軍及殖民地大臣。